# Sangre Grande
Sangre Grande, miasto w Trynidadzie i Tobago; na wyspie Trynidad; 16 tys. mieszkańców (2006).